# Прыжок через акулу

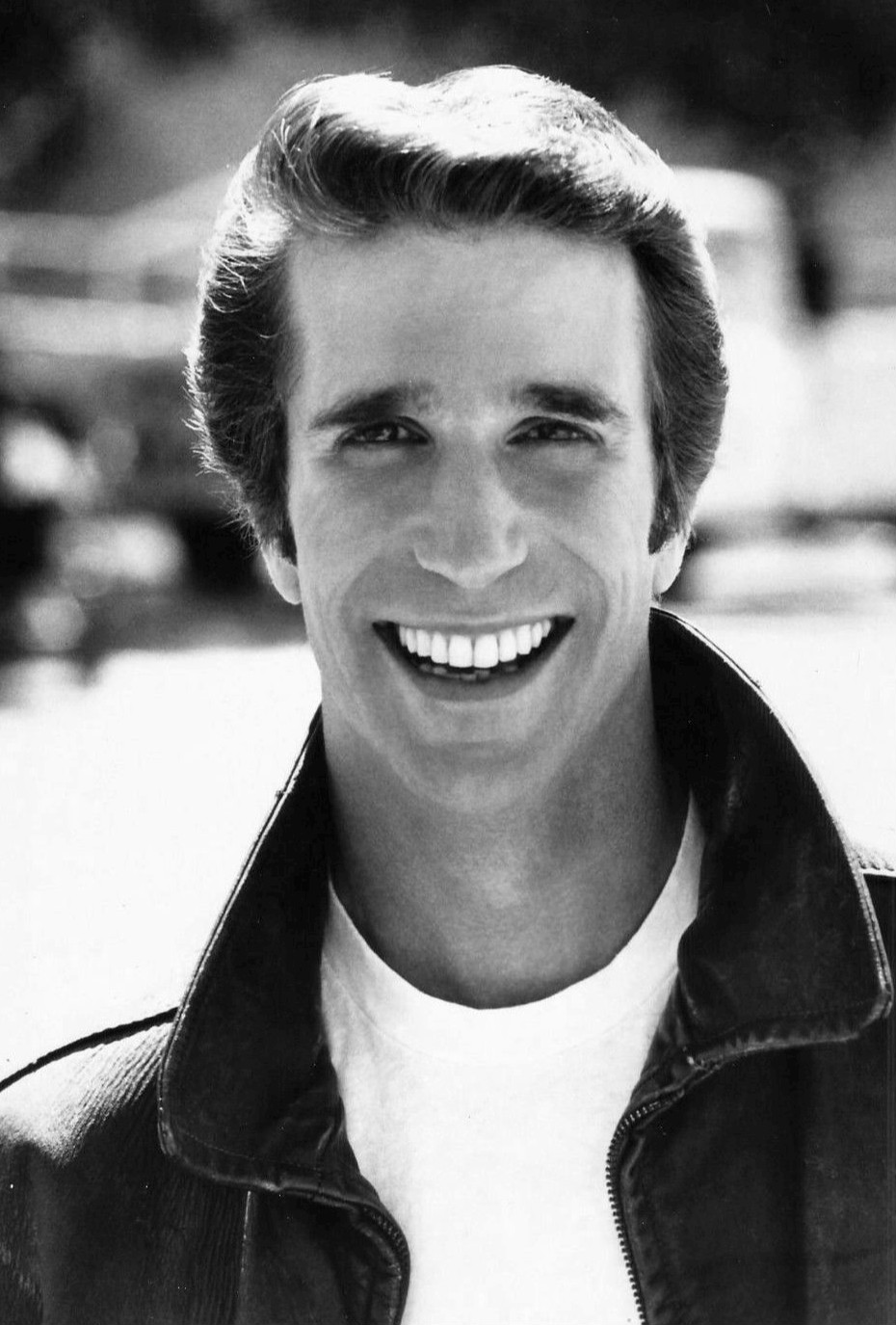
Фонзи (актёр Генри Уинклер) — персонаж ситкома «Счастливые дни», в буквальном смысле перепрыгнувший через акулу в эпизоде 1977 года

«Прыжок через акулу» (англ. Jumping the shark) — метафора, используемая американскими телевизионными критиками и фэнами с 1990-х годов для обозначения момента, когда телевизионный сериал проходит пик успешности. Как только шоу «прыгает через акулу», зрители чувствуют заметное снижение качества или понимают, что шоу претерпело слишком много изменений, потеряв исходное очарование и привлекательность. Фраза вошла в обиход благодаря Джону Хейну и его веб-сайту jumptheshark.com. Она отсылает к моменту в телевизионном сериале «Счастливые дни», когда популярный персонаж Фонзи на водных лыжах буквально перепрыгивает через акулу.
Точки «прыжка через акулу» могут быть эпизодами, подобными описанному, когда зрители убеждаются, что шоу окончательно и бесповоротно ушло от своих истоков. Кроме того, это может происходить из-за ухода или замены исполнителей одной из главных ролей, из-за исчезновения самих персонажей либо из-за существенной смены окружающей обстановки. Обычно такие точки рассматриваются как отчаянные и безнадёжные попытки придать сериалу свежесть на фоне снижающегося рейтинга.
Определение распространилось и на другие сферы поп-культуры, включая многосерийные кинофильмы, эстрадных и драматических исполнителей и авторов, для которых значительные изменения стали началом пути к упадку. Эти изменения обычно предназначены для разжигания пропадающего интереса прежних поклонников с помощью чересчур резких формулировок или через повышенное внимание к сценам секса или жестокости. По мере роста популярности этой идиомы она «обтесалась» до простого обозначения любого снижения качества какого-нибудь телевизионного сериала без обязательного указания конкретного момента «прыжка через акулу».